# Gustav Dieckheuer
Gustav Dieckheuer (* 20. Oktober 1940 in Kamen) ist ein deutscher Volkswirtschaftler.

## Leben
Dieckheuer ist der Sohn eines selbstständigen Schreiner- und Zimmermeisters. Er absolvierte ab 1955 eine kaufmännische Lehre und war anschließend als Industriekaufmann tätig. Von 1963 bis 1967 holte er am Abendgymnasium Dortmund sein Abitur nach, studierte anschließend Volkswirtschaft in Münster und schloss das Studium als Diplom-Volkswirt ab. Von 1971 bis 1976 war er Wissenschaftlicher Assistent an der Universität Münster und wurde 1973 dort promoviert, 1976 ebenfalls in Münster auch habilitiert. Von 1977 bis 1978 vertrat er den Lehrstuhl in Saarbrücken, 1978 war er Gastprofessor an der TU Berlin. Nach Ablehnung verschiedener Rufe wechselte er 1978 nach Bamberg, wo er bis 1989 als Professor der Volkswirtschaftslehre wirkte. Von 1989 bis 2008 war er ordentlicher Professor an der Universität Münster und zugleich Direktor des Instituts für industriewirtschaftliche Forschung und Direktor der Forschungsstelle für Allgemeine und Textile Marktwirtschaft. Von 1994 bis 1998 war er Rektor der Universität Münster.

## Schriften (Auswahl)
- Wirkung und Wirkungsprozeß der Geldpolitik: eine mikro- und makroökonomische Analyse. Duncker & Humblot, Berlin 1975 (Untersuchungen über das Spar-, Giro- und Kreditwesen. Abteilung A, Wirtschaftswissenschaften; 77) (Zugl.: Münster (Westfalen), Univ., Diss.), ISBN 3-428-03177-6.

- Staatsverschuldung und wirtschaftliche Stabilisierung : eine theoretische Analyse und eine ökonometrische Studie für die Bundesrepublik Deutschland. Nomos Verlags-Gesellschaft, Baden-Baden 1978 (Schriften zur öffentlichen Verwaltung und öffentlichen Wirtschaft; 21) (Zugl.: Münster, Univ., Habil.-Schr., 1976), ISBN 3-7890-0351-4.

- Internationale Wirtschaftsbeziehungen. Oldenbourg, München 1990, ISBN 3-486-21478-0.

- Makroökonomik: Theorie und Politik. Springer, Berlin, Heidelberg 1993, ISBN 3-540-56962-6.

- Übungen und Problemlösungen zur Makroökonomik. Springer, Berlin, Heidelberg 1994, ISBN 3-540-58195-2.